# Kat O
La isla Kat O (en chino tradicional, 吉 澳; hakka: ket au) o isla Crooked (Crooked Island) es una isla de China en la Región administrativa especial de Hong Kong, situada en el noreste del territorio, y que posee una superficie de 2,35 km².
Administrativamente, forma parte del Distrito Norte. 
La isla Kat O es parte del Parque nacional Plover Cove (Plover Cove Country Park) desde 1979.
El "Kat O Geoheritage Centre", ubicado en la isla fue inaugurado en 2010 por aldeanos locales, grupos de voluntarios y el gobierno para aumentar la conciencia pública sobre la geo-conservación, como parte del Parque Geológico de Hong Kong (Hong Kong Geopark).